# ウィンブルドン選手権混合ダブルス優勝者一覧
ウィンブルドン選手権混合ダブルス優勝者一覧（ウィンブルドンせんしゅけんこんごうダブルスゆうしょうしゃいちらん）は、ウィンブルドン選手権混合ダブルスにおける優勝者の一覧である。
- ウィンブルドン選手権の混合ダブルスは1900年から始まったが、男女シングルスや男子ダブルスと並んで大会の公式競技に加えられたのは1913年以後であり、ウィンブルドン選手権公式サイトには1913年以後の記録が記載されている。それ以前の混合ダブルス競技は“Non-Championship Event”（選手権公認外競技）と呼ばれ、現在はウィンブルドン選手権の公式記録に数えられない。1900年から1912年までの非公式開催時代の記録は、ランス・ティンゲイ著『100 Years of Wimbledon』（英語、1977年刊）の181-182ページを参照した。選手のフルネームに関しては Sports 123  と、バド・コリンズ著『Total Tennis: The Ultimate Tennis Encyclopedia』（英語、2003年刊）を参照した。

| 年          | 優勝者                                                      | 準優勝者                                                        | 試合結果 （スコア）                                | 備考                                               |
| ----------- | ----------------------------------------------------------- | --------------------------------------------------------------- | -------------------------------------------------- | -------------------------------------------------- |
| 1900年      | ハロルド・ニスベット アリス・シンプソン・ピカリング         | ハーバート・ローパー・バレット E・J・ブロムフィールド           | 8-6 6-3                                            | 非公式の“Non-Championship Event”として開始         |
| 1901年      | ローレンス・ドハティー シャーロット・クーパー・ステリー     | ウィルバーフォース・イーブズ ルース・ダーラッチャー             | 6-2 6-3                                            |                                                    |
| 1902年      | ローレンス・ドハティー シャーロット・クーパー・ステリー     | クレメント・カザレット ミュリエル・ロブ                         | 6-4 6-3                                            |                                                    |
| 1903年      | シドニー・スミス エセル・トムソン                           | クラレンス・ホバート E・J・ブロムフィールド                     | 6-2 6-3                                            |                                                    |
| 1904年      | シドニー・スミス エセル・トムソン                           | ウィルバーフォース・イーブズ ルース・ウィンチ                   | 7-5 12-10                                          |                                                    |
| 1905年      | アーサー・ゴア コンスタンス・ウィルソン                     | アンソニー・ワイルディング エセル・トムソン                     | 8-6 6-4                                            |                                                    |
| 1906年      | アンソニー・ワイルディング ドロテア・ダグラス               | アーサー・ゴア エセル・トムソン                                 | 4-6 6-2 6-3                                        |                                                    |
| 1907年      | ビールズ・ライト メイ・サットン                             | アルバート・プレブル ドラ・ブースビー                           | 6-1 6-3                                            |                                                    |
| 1908年      | アンソニー・ワイルディング ドロテア・ダグラス・チェンバース | ハーバート・ローパー・バレット シャーロット・クーパー・ステリー | 6-4 6-3                                            |                                                    |
| 1909年      | ハーバート・ローパー・バレット アグネス・モートン           | アルバート・プレブル ドラ・ブースビー                           | 6-2 7-5                                            |                                                    |
| 1910年      | スタンレー・ダウスト ドロテア・ダグラス・チェンバース       | ロバート・パウエル シャーロット・クーパー・ステリー             | 6-2 7-5                                            |                                                    |
| 1911年      | セオドア・マブロゴーダト マーベル・パートン                 | スタンレー・ダウスト ドロテア・ダグラス・チェンバース           | 6-2 6-4                                            |                                                    |
| 1912年      | ジェームズ・パーク エセル・トムソン・ラーコム               | アルバート・プレブル ドラ・ブースビー                           | 6-4 6-2                                            |                                                    |
| 1913年      | ホープ・クリスプ アグネス・タッキー                         | ジェームズ・パーク エセル・トムソン・ラーコム                   | 3-6 5-3（棄権）                                    | 混合ダブルスがウィンブルドン選手権の正式競技になる |
| 1914年      | ジェームズ・パーク エセル・トムソン・ラーコム               | アンソニー・ワイルディング マルグリット・ブロクディス           | 4-6 6-4 6-2                                        |                                                    |
| 1915年-18年 | 大会開催なし                                                | 大会開催なし                                                    | 大会開催なし                                       | 大会開催なし                                       |
| 1919年      | ランドルフ・ライセット エリザベス・ライアン                 | アルバート・プレブル ドロテア・ダグラス・チェンバース           | 6-0 6-0                                            |                                                    |
| 1920年      | ジェラルド・パターソン スザンヌ・ランラン                   | ランドルフ・ライセット エリザベス・ライアン                     | 7-5 6-3                                            |                                                    |
| 1921年      | ランドルフ・ライセット エリザベス・ライアン                 | マックス・ウーズナム フィリス・ホーキンズ                       | 6-3 6-1                                            |                                                    |
| 1922年      | パット・オハラウッド スザンヌ・ランラン                     | ランドルフ・ライセット エリザベス・ライアン                     | 6-4 6-3                                            |                                                    |
| 1923年      | ランドルフ・ライセット エリザベス・ライアン                 | ルイス・ディーン ドロシー・シェパード＝バロン                   | 6-4 7-5                                            |                                                    |
| 1924年      | ジョン・ギルバート キティ・マッケイン                       | レスリー・ゴッドフリー ドロシー・シェパード＝バロン             | 6-3 3-6 6-3                                        |                                                    |
| 1925年      | ジャン・ボロトラ スザンヌ・ランラン                         | ウンベルト・デ・モルプルゴ エリザベス・ライアン                 | 6-3 6-3                                            |                                                    |
| 1926年      | レスリー・ゴッドフリー キティ・ゴッドフリー                 | ハワード・キンゼイ メアリー・ブラウン                           | 6-3 6-4                                            |                                                    |
| 1927年      | フランシス・ハンター エリザベス・ライアン                   | レスリー・ゴッドフリー キティ・ゴッドフリー                     | 8-6 6-0                                            |                                                    |
| 1928年      | パトリック・スペンス エリザベス・ライアン                   | ジャック・クロフォード ダフネ・アクハースト                     | 7-5 6-4                                            |                                                    |
| 1929年      | フランシス・ハンター ヘレン・ウィルス                       | イアン・コリンズ ジョーン・フライ                               | 6-1 6-4                                            |                                                    |
| 1930年      | ジャック・クロフォード エリザベス・ライアン                 | ダニエル・プレン ヒルデ・クラーヴィンケル                       | 6-1 6-3                                            |                                                    |
| 1931年      | ジョージ・ロット アンナ・ハーパー                           | イアン・コリンズ ジョーン・リドレー                             | 6-3 1-6 6-1                                        |                                                    |
| 1932年      | エンリケ・マイアー エリザベス・ライアン                     | ハリー・ホップマン ヨサンヌ・シガール                           | 7-5 6-2                                            |                                                    |
| 1933年      | ゴットフリート・フォン・クラム ヒルデ・クラーヴィンケル     | ノーマン・ファーカーソン メアリー・ヒーリー                     | 7-5 8-6                                            |                                                    |
| 1934年      | 三木龍喜 ドロシー・ラウンド                                 | ヘンリー・オースチン ドロシー・シェパード＝バロン               | 3-6 6-4 6-0                                        | 三木龍喜が日本人選手初の4大大会優勝                |
| 1935年      | フレッド・ペリー ドロシー・ラウンド                         | ハリー・ホップマン ネル・ホップマン                             | 7-5 4-6 6-2                                        |                                                    |
| 1936年      | フレッド・ペリー ドロシー・ラウンド                         | ドン・バッジ サラ・ポールフリー                                 | 7-9 7-5 6-4                                        |                                                    |
| 1937年      | ドン・バッジ アリス・マーブル                               | イボン・ペトラ シモーヌ・マチュー                               | 6-4 6-1                                            |                                                    |
| 1938年      | ドン・バッジ アリス・マーブル                               | ヘンナー・ヘンケル サラ・ポールフリー                           | 6-1 6-4                                            |                                                    |
| 1939年      | ボビー・リッグス アリス・マーブル                           | フランク・ワイルド ニーナ・ブラウン                             | 9-7 6-1                                            |                                                    |
| 1940年-45年 | 大会開催なし                                                | 大会開催なし                                                    | 大会開催なし                                       | 大会開催なし                                       |
| 1946年      | トム・ブラウン ルイーズ・ブラフ                             | ジェフ・ブラウン ドロシー・バンディ                             | 6-4 6-4                                            |                                                    |
| 1947年      | ジョン・ブロムウィッチ ルイーズ・ブラフ                     | コリン・ロング ナンシー・ウィン・ボルトン                       | 1-6 6-4 6-2                                        |                                                    |
| 1948年      | ジョン・ブロムウィッチ ルイーズ・ブラフ                     | フランク・セッジマン ドリス・ハート                             | 6-2 3-6 6-3                                        |                                                    |
| 1949年      | エリック・スタージェス シーラ・サマーズ                     | ジョン・ブロムウィッチ ルイーズ・ブラフ                         | 9-7 9-11 7-5                                       |                                                    |
| 1950年      | エリック・スタージェス ルイーズ・ブラフ                     | ジェフ・ブラウン パトリシア・カニング・トッド                   | 11-9 1-6 6-4                                       |                                                    |
| 1951年      | フランク・セッジマン ドリス・ハート                         | メルビン・ローズ ナンシー・ウィン・ボルトン                     | 7-5 6-2                                            |                                                    |
| 1952年      | フランク・セッジマン ドリス・ハート                         | エンリケ・モレア テルマ・コイン・ロング                         | 4-6 6-3 6-4                                        |                                                    |
| 1953年      | ビック・セイシャス ドリス・ハート                           | エンリケ・モレア シャーリー・フライ                             | 9-7 7-5                                            |                                                    |
| 1954年      | ビック・セイシャス ドリス・ハート                           | ケン・ローズウォール マーガレット・オズボーン・デュポン         | 5-7 6-4 6-3                                        |                                                    |
| 1955年      | ビック・セイシャス ドリス・ハート                           | エンリケ・モレア ルイーズ・ブラフ                               | 8-6 2-6 6-3                                        |                                                    |
| 1956年      | ビック・セイシャス シャーリー・フライ                       | ガードナー・ムロイ アリシア・ギブソン                           | 2-6 6-2 7-5                                        |                                                    |
| 1957年      | メルビン・ローズ ダーリーン・ハード                         | ニール・フレーザー アリシア・ギブソン                           | 6-4 7-5                                            |                                                    |
| 1958年      | ロバート・ハウ ロレイン・コグラン                           | クルト・ニールセン アリシア・ギブソン                           | 6-3 13-11                                          |                                                    |
| 1959年      | ロッド・レーバー ダーリーン・ハード                         | ニール・フレーザー マリア・ブエノ                               | 6-4 6-3                                            |                                                    |
| 1960年      | ロッド・レーバー ダーリーン・ハード                         | ロバート・ハウ マリア・ブエノ                                   | 13-11 3-6 8-6                                      |                                                    |
| 1961年      | フレッド・ストール レスリー・ターナー                       | ロバート・ハウ エダ・ブディング                                 | 11-9 6-2                                           |                                                    |
| 1962年      | ニール・フレーザー マーガレット・オズボーン・デュポン       | デニス・ラルストン アン・ヘイドン                               | 2-6 6-3 13-11                                      |                                                    |
| 1963年      | ケン・フレッチャー マーガレット・スミス                     | ボブ・ヒューイット ダーリーン・ハード                           | 11-9 6-4                                           | フレッチャー&スミス組の混複年間グランドスラム      |
| 1964年      | フレッド・ストール レスリー・ターナー                       | ケン・フレッチャー マーガレット・スミス                         | 6-4 6-4                                            |                                                    |
| 1965年      | ケン・フレッチャー マーガレット・スミス                     | トニー・ローチ ジュディ・テガート                               | 12-10 6-3                                          |                                                    |
| 1966年      | ケン・フレッチャー マーガレット・スミス                     | デニス・ラルストン ビリー・ジーン・キング                       | 4-6 6-3 6-3                                        |                                                    |
| 1967年      | オーウェン・デビッドソン ビリー・ジーン・キング             | ケン・フレッチャー マリア・ブエノ                               | 7-5 6-2                                            |                                                    |
| 1968年      | ケン・フレッチャー マーガレット・スミス・コート             | アレックス・メトレベリ オルガ・モロゾワ                         | 6-1 14-12                                          | この年からオープン化、プロ選手解禁                 |
| 1969年      | フレッド・ストール アン・ヘイドン＝ジョーンズ               | トニー・ローチ ジュディ・テガート                               | 6-2 6-3                                            |                                                    |
| 1970年      | イリ・ナスターゼ ロージー・カザルス                         | アレックス・メトレベリ オルガ・モロゾワ                         | 6-3 4-6 9-7                                        |                                                    |
| 1971年      | オーウェン・デビッドソン ビリー・ジーン・キング             | マーティー・リーセン マーガレット・スミス・コート               | 3-6 6-2 15-13                                      |                                                    |
| 1972年      | イリ・ナスターゼ ロージー・カザルス                         | キム・ウォーウィック イボンヌ・グーラゴング                     | 6-4 6-4                                            |                                                    |
| 1973年      | オーウェン・デビッドソン ビリー・ジーン・キング             | ラウル・ラミレス ジャネット・ニューベリー                       | 6-3 6-2                                            |                                                    |
| 1974年      | オーウェン・デビッドソン ビリー・ジーン・キング             | マーク・ファレル レスリー・チャールズ                           | 6-3 9-7                                            |                                                    |
| 1975年      | マーティー・リーセン マーガレット・スミス・コート           | アラン・ストーン ベティ・ストーブ                               | 6-4 7-5                                            |                                                    |
| 1976年      | トニー・ローチ フランソワーズ・デュール                     | ディック・ストックトン ロージー・カザルス                       | 6-3 2-6 7-5                                        |                                                    |
| 1977年      | ボブ・ヒューイット グリア・スティーブンス                   | フルー・マクミラン ベティ・ストーブ                             | 3-6 7-5 6-4                                        |                                                    |
| 1978年      | フルー・マクミラン ベティ・ストーブ                         | レイ・ラッフェルズ ビリー・ジーン・キング                       | 6-2 6-2                                            |                                                    |
| 1979年      | ボブ・ヒューイット グリア・スティーブンス                   | フルー・マクミラン ベティ・ストーブ                             | 7-5 7-6                                            |                                                    |
| 1980年      | ジョン・オースチン トレーシー・オースチン                   | マーク・エドモンドソン ダイアン・フロムホルツ                   | 4-6 7-6 6-3                                        |                                                    |
| 1981年      | フルー・マクミラン ベティ・ストーブ                         | ジョン・オースチン トレーシー・オースチン                       | 4-6 7-6 6-3                                        |                                                    |
| 1982年      | ケビン・カレン アン・スミス                                 | ジョン・ロイド ウェンディ・ターンブル                           | 2-6 6-3 7-5                                        |                                                    |
| 1983年      | ジョン・ロイド ウェンディ・ターンブル                       | スティーブ・デントン ビリー・ジーン・キング                     | 6-7 7-6 7-5                                        |                                                    |
| 1984年      | ジョン・ロイド ウェンディ・ターンブル                       | スティーブ・デントン キャシー・ジョーダン                       | 6-3 6-3                                            |                                                    |
| 1985年      | ポール・マクナミー マルチナ・ナブラチロワ                   | ジョン・フィッツジェラルド エリザベス・スマイリー               | 7-5 4-6 6-2                                        |                                                    |
| 1986年      | ケン・フラック キャシー・ジョーダン                         | ハインツ・ギュンタード マルチナ・ナブラチロワ                   | 6-3 7-6                                            |                                                    |
| 1987年      | ジェレミー・ベイツ ジョー・デュリー                         | ダレン・カーヒル ニコル・プロビス                               | 7-6 6-3                                            |                                                    |
| 1988年      | シャーウッド・スチュワート ジーナ・ガリソン                 | グレッチェン・メジャーズ ケリー・ジョーンズ                     | 6-1 7-6                                            |                                                    |
| 1989年      | ジム・ピュー ヤナ・ノボトナ                                 | マーク・クラッツマン ジェニー・バーン                           | 6-4 5-7 6-4                                        |                                                    |
| 1990年      | リック・リーチ ジーナ・ガリソン                             | ジョン・フィッツジェラルド エリザベス・スマイリー               | 7-5 6-2                                            |                                                    |
| 1991年      | ジョン・フィッツジェラルド エリザベス・スマイリー           | ジム・ピュー ナターシャ・ズベレワ                               | 7-6 6-2                                            |                                                    |
| 1992年      | シリル・スーク ラリサ・ネーランド                           | ヤッコ・エルティン ミリアム・オレマンス                         | 7-6 6-2                                            |                                                    |
| 1993年      | マーク・ウッドフォード マルチナ・ナブラチロワ               | トム・ニーセン マノン・ボーラグラフ                             | 6-3 6-4                                            |                                                    |
| 1994年      | トッド・ウッドブリッジ ヘレナ・スコバ                       | トッド・ジェイソン・ミドルトン ロリ・マクニール                 | 3-6 7-5 6-3                                        |                                                    |
| 1995年      | ジョナサン・スターク マルチナ・ナブラチロワ                 | シリル・スーク ジジ・フェルナンデス                             | 6-4 6-4                                            |                                                    |
| 1996年      | シリル・スーク ヘレナ・スコバ                               | マーク・ウッドフォード ラリサ・ネーランド                       | 1-6 6-3 6-2                                        |                                                    |
| 1997年      | シリル・スーク ヘレナ・スコバ                               | アンドレイ・オルホフスキー ラリサ・ネーランド                   | 4-6 6-3 6-4                                        |                                                    |
| 1998年      | マックス・ミルヌイ セリーナ・ウィリアムズ                   | マヘシュ・ブパシ ミリヤナ・ルチッチ                             | 6-4 6-4                                            |                                                    |
| 1999年      | リーンダー・パエス リサ・レイモンド                         | ヨナス・ビョルクマン アンナ・クルニコワ                         | 6-4 3-6 6-3                                        |                                                    |
| 2000年      | ドナルド・ジョンソン キンバリー・ポー                       | レイトン・ヒューイット キム・クライシュテルス                   | 6-4 7-6                                            |                                                    |
| 2001年      | レオシュ・フリードル ダニエラ・ハンチュコバ                 | マイク・ブライアン リーゼル・フーバー                           | 4-6 6-3 6-2                                        |                                                    |
| 2002年      | マヘシュ・ブパシ エレーナ・リホフツェワ                     | ケビン・ウリエット ダニエラ・ハンチュコバ                       | 6-2 1-6 6-1                                        |                                                    |
| 2003年      | リーンダー・パエス マルチナ・ナブラチロワ                   | アンディ・ラム アナスタシア・ロディオノワ                       | 6-3 6-3                                            |                                                    |
| 2004年      | ウェイン・ブラック カーラ・ブラック                         | トッド・ウッドブリッジ アリシア・モリク                         | 3-6 7-6 6-4                                        |                                                    |
| 2005年      | マヘシュ・ブパシ マリー・ピエルス                           | ポール・ハンリー タチアナ・ペレビニス                           | 6-4 6-2                                            |                                                    |
| 2006年      | アンディ・ラム ベラ・ズボナレワ                             | ボブ・ブライアン ビーナス・ウィリアムズ                         | 6-3 6-2                                            |                                                    |
| 2007年      | ジェイミー・マレー エレナ・ヤンコビッチ                     | ヨナス・ビョルクマン アリシア・モリク                           | 6-4 3-6 6-1                                        |                                                    |
| 2008年      | ボブ・ブライアン サマンサ・ストーサー                       | マイク・ブライアン カタリナ・スレボトニク                       | 7-5 6-4                                            |                                                    |
| 2009年      | マーク・ノールズ アンナ＝レナ・グローネフェルト             | リーンダー・パエス カーラ・ブラック                             | 7-5 6-3                                            |                                                    |
| 2010年      | リーンダー・パエス カーラ・ブラック                         | ウェスリー・ムーディ リサ・レイモンド                           | 6-4 7-6                                            |                                                    |
| 2011年      | ユルゲン・メルツァー イベタ・ベネソバ                       | マヘシュ・ブパシ エレーナ・ベスニナ                             | 6-3 6-2                                            |                                                    |
| 2012年      | マイク・ブライアン リサ・レイモンド                         | リーンダー・パエス エレーナ・ベスニナ                           | 6-3 5-7 6-4                                        |                                                    |
| 2013年      | ダニエル・ネスター クリスティナ・ムラデノビッチ             | ブルーノ・ソアレス リサ・レイモンド                             | 5–7 6–2 8–6                                        |                                                    |
| 2014年      | ネナド・ジモニッチ サマンサ・ストーサー                     | マックス・ミルヌイ 詹皓晴                                       | 6–4 6–2                                            |                                                    |
| 2015年      | リーンダー・パエス マルチナ・ヒンギス                       | アレクサンダー・ペヤ ティメア・バボシュ                         | 6–1 6–1                                            |                                                    |
| 2016年      | ヘンリ・コンティネン ヘザー・ワトソン                       | ロベルト・ファラ アンナ＝レナ・グローネフェルト                 | 7-6 6-4                                            |                                                    |
| 2017年      | ジェイミー・マリー マルチナ・ヒンギス                       | ヘンリ・コンティネン ヘザー・ワトソン                           | 6-4 6-4                                            |                                                    |
| 2018年      | アレクサンダー・ペヤ ニコール・メリチャー                   | ジェイミー・マリー ビクトリア・アザレンカ                       | 7-6(7–1) 6-3                                       |                                                    |
| 2019年      | イワン・ドディグ 詹詠然                                     | ロベルト・リンドステット エレナ・オスタペンコ                   | 6–2, 6–3                                           |                                                    |
| 2020        | 新型コロナウイルス感染症の世界的流行 の為大会中止)          | 新型コロナウイルス感染症の世界的流行 の為大会中止)              | 新型コロナウイルス感染症の世界的流行 の為大会中止) |                                                    |
| 2021年      | ニール・スクプスキ デシラエ・クラウチェク                   | ジョー・ソールズベリー ハリオット・ダート                       | 6–2, 7–6(7–1)                                      |                                                    |
| 2022        | ニール・スクプスキ (2) デシラエ・クラウチェク (2)           | マシュー・エブデン サマンサ・ストーサー                         | 6–4, 6–3                                           |                                                    |
| 2023        | マテ・パビッチ リュドミラ・キチェノク                       | ヨラン・フリーゲン 徐一幡                                       | 6–4, 6–7(9–11),6–3                                 |                                                    |
| 2024        | 謝淑薇 ヤン・ジエリンスキ                                   | サンティアゴ・ゴンサレス ジウリアナ・オルモス                   | 6–4, 6–2                                           |                                                    |
| 2025        | カテリナ・シニャコバ セム・ファーベーク                     | ジョー・ソールズベリー ルイサ・ステファニー                     | 7–6(7–3), 7–6(7–3)                                 |                                                    |